# Software grafico

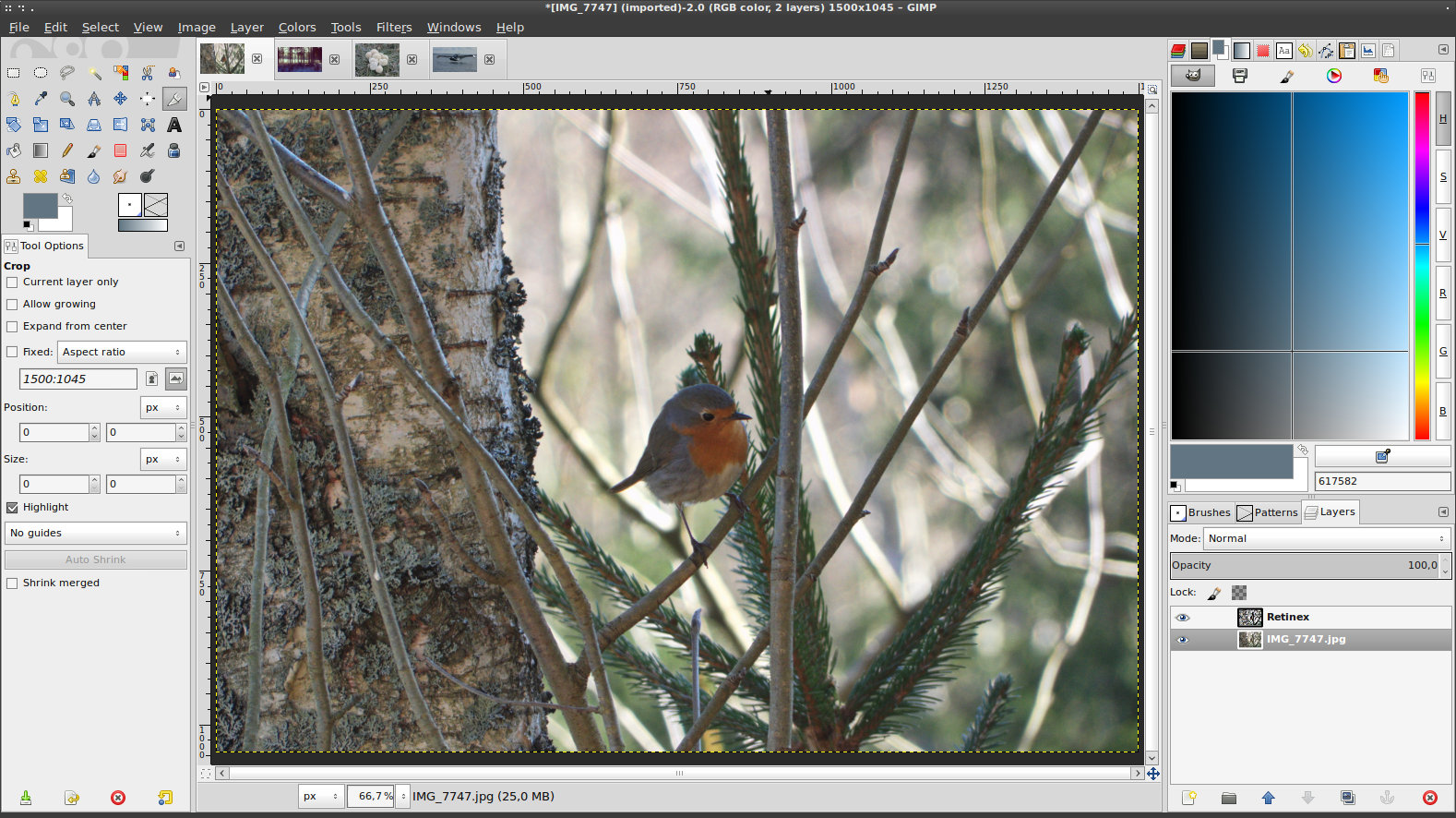
Interfaccia di GIMP, un software grafico con licenza GFDL

Nella computer grafica il software grafico è un programma, o una serie di programmi, che permette di manipolare immagini visive in un computer. Queste sono le applicazioni software le quali consentono all'utente di creare e modificare qualsiasi tipo di computer grafica con l'uso di un sistema operativo.

## Tipologie di grafica
La computer grafica può essere classificata in due categorie: la grafica "raster", ovvero immagini formate da una griglia di pixel, e la grafica vettoriale o "vector graphics". Molti programmi grafici si focalizzano solo o su quella vettoriale o su quella raster, ma ce ne sono alcune che le combinano in modi interessanti. È semplice convertire la grafica da vettoriale a raster, ma è difficile fare il contrario. Alcuni software tentano di fare ciò.
Molti programmi grafici hanno l'abilità di importare e esportare una o più formati di file grafici. 
La maggior parte dei software ha la possibilità di dare un colore agli elementi per fini tecnici o decorativi.
Si può scegliere un campione da una tavolozza di colori selezionati e riorganizzati dalla preferenza dell'utente. Un campione può essere utilizzato in un programma o essere parte della tavolozza universale su un sistema operativo.

## Animazione
In aggiunta alla grafica statica ci sono l'animazione e software per l'editing di video.
L'animazione grafica vettoriale può essere descritta come una serie di trasformazioni geometriche che sono applicate in sequenza ad una o più forme in una scena. L'animazione grafica raster funziona in modo simile all'animazione a pellicola, dove una serie di immagini fisse produce l'illusione del movimento continuo.